# Jean-Claude Pascal
Jean-Claude Pascal, nacido como Jean-Claude Villeminot (París, 24 de octubre de 1927- Clichy-la-Garenne, 5 de mayo de 1992), fue un popular actor y cantante francés, ganador de Eurovisión en 1961.

## Biografía
Nació como Jean-Claude Villeminot el 24 de octubre de 1927 en la capital de Francia, París. Sobreviviría a la Segunda Guerra Mundial en Estrasburgo. Estudió en la Universidad de La Sorbona y se convirtió en diseñador de moda para Christian Dior. Entró en contacto con el teatro después de hacer los atuendos para la obra Don Juan, teniendo su primer papel en la película Quattro rose rosse de 1949, a la que le siguieron varios largometrajes. 
Representaría dos veces a Luxemburgo en el Festival de la Canción de Eurovisión, en 1961 y en 1981. En su primera participación fue el ganador, con 31 puntos, con el éxito «Nous les amoureux» en la ciudad francesa de Cannes, ya para 1981 en Dublín se presentó con la canción «C'est peut-être pas l'Amérique», quedando en el puesto 11 con 41 puntos. Durante su carrera musical grabó alrededor de 50 discos. En 1986 publicó su autobiografía, Le Beau. 

### Fallecimiento

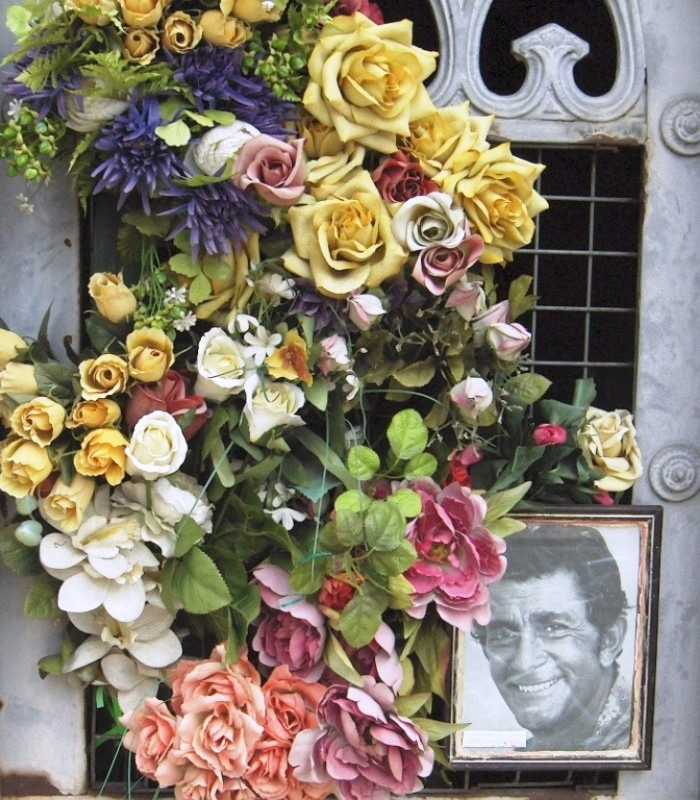
Tumba de Jean-Claude en el Cementerio de Montparnasse.

Falleció en 1992 ante la indiferencia de los medios de comunicación, pese a su gran popularidad tiempo atrás.

## Filmografía
- Un grand patron
- Quattro rose rosse
- Ils étaient cinq
- Le Jugement de Dieu
- Le Plus heureux des hommes
- Le Rideau cramoisi
- La Forêt de l'adieu
- Un caprice de Caroline chérie
- Alerte au sud
- La Rage au corps
- Les Enfants de l'amour
- Le Coeur frivole ou La galante comédie
- Le Chevalier de la nuit
- Si Versailles m'était conté
- Le Grand jeu
- I Tre ladri
- Les Mauvaises rencontres
- Le Fils de Caroline chérie
- Milord l'Arsouille
- La Châtelaine du Liban
- Le Salaire du péché
- Las Lavanderas de Portugal
- Guinguette
- Pêcheur d'Islande
- Le Fric
- Die Schöne Lügnerin
- Préméditation
- Les Arrivistes
- La Encrucijada
- Le Rendez-vous
- La Salamandre d'or
- Vol 272
- Poppies Are Also Flowers
- Comment ne pas épouser un milliardaire
- Las cuatro bodas de Marisol
- Indomptable Angélique
- Angélique et le sultan
- Unter den Dächern von St. Pauli
- Au théâtre ce soir: Les Français à Moscou
- Le Temps de vivre, le temps d'aimer
- Le Chirurgien de Saint-Chad
- Liebe läßt alle Blumen blühen
- Au théâtre ce soir: Adieu Prudence